# دزوکسی
دزوکسی (به انگلیسی: DESOXY) با فرمول شیمیایی C۱۱H۱۷NO۲ یک ترکیب شیمیایی است. که جرم مولی آن ۱۹۵٫۲۶ g/mol می‌باشد.